# Комутативност
Комутативността е свойството на някои бинарни операции да запазват стойността си при размяна местата на двата операнда.

## Формална дефиниция
Бинарната операция {\displaystyle \circ } над множеството S е комутативна ако е изпълнено:
{\displaystyle x\circ y=y\circ x} за всички {\displaystyle x,y\in S}

## Примери
Комутативни са събирането и умножението на числа, обединението и сечението на множества:
x + y = y + x
x.y = y.x
A ∪ B = B ∪ A
A ∩ B = B ∩ A
Некомутативни са например операциите разлика и декартово произведение на множества.
A \ B ≠ B \ A
A × B ≠ B × A
A > B ≠ B > A